# 小野春泉
小野 春泉（おの の はるいずみ/はるずみ)は、平安時代前期の官人。従五位上・小野石雄の子。官位は正六位上・出羽権掾。

## 経歴
元慶2年（878年）3月に元慶の乱が発生し、出羽国の俘囚が反乱を起こして秋田城を急襲、城や周辺の官舎・民家を焼き払った際、出羽守・藤原興世の命令を受けて、出羽権掾の文室有房と小野春泉は共に、精兵を率いて反乱勢力の手に落ちた秋田城へ向かい合戦を行う。しかし、城は焼け落ちて保管していた多数の武器は灰燼に帰しており、敵の兵力は日に日に増さる状況であった。5月には、出羽権介・藤原統行と春泉・文室有房率いる出羽国の兵士、および陸奥大掾・藤原梶長が率いて来た陸奥国からの援軍、合わせて総勢5000人をもって秋田城周辺に陣を敷くが、四方から夷俘の攻撃を受けて官軍は敗走し、武器・兵糧をことごとく奪われた。春泉自身も官軍兵士の死体に隠れ、ようやく殺害を逃れたという。
その後、右中弁・藤原保則が乱鎮圧の責任者として出羽権守に任ぜられて赴任し戦況は好転するが、保則の命令を受けて、春泉は鎮守将軍を務めていた兄・春風の許に赴き、鎮守府に待機して後続の連絡を待ち機に応じて対応すべき旨の伝言を伝えている。翌元慶3年（879年）鎮圧軍は解散されるが、春泉は出羽権介・藤原統行と共に出羽国団司として引き続き兵士約800名を率いて出羽国に配置されている。